# Damnatio memoriae
Damnatio memoriae je latinski izraz, ki v dobesednem prevodu pomeni »prekletstvo spomina«. 
V praksi je pomenil obliko posmrtne kazni, ki jo izrekal rimski senat, s katero so iz javnega življenja izbrisali vse sledove obstoja obsojene osebe. Kazen so izrekali izdajalcem in drugim zločincem, ki so delovali proti Rimskemu cesarstvu, najpogosteje umrlim ali ubitim rimskim cesarjem. Prvi med njimi je bil Neron. 
Damnatio memoriae se še vedno prakticira, na primer z brisanjem imen ulic po spremembi političnega režima.

## Rimsko cesarstvo

### Namen kazni
Namen damnatio memoriae je bil zabrisati vsako sled za sankcionirano osebo, kot da ni nikoli obstajala, da bi se ohranila čast Rima. V mestu, ki je poudarjalo svojo družbeno podobo, ugled in ponos kot temeljno vrednoto rimskega državljana, je bila damnatio memoriae morda najhujša kazen, ki je lahko doletela rimskega državljana.

### Praksa
V starem Rimu so z damnatio memoriae po smrti kaznovali predvsem rimsko elito in cesarje. Če senatu ali cesarju niso bila všeč dejanja nekega posameznika, sta lahko zasegla njegovo premoženje, izbrisala njegovo ime in predelala njegove spomenike. Zaseg premoženja in predelava  napisov in kipov  so zgodovinarjem in arheologom pogosto povzročali težave pri odločanju, kdaj je bila damnatio memoriae dejansko izrečena, čeprav je bila, tako se vsaj zdi, precej redka.
Za neuradne obsodbe zgodovinarji včasih uporabijo izraz de facto damnatio memoriae (dejanski izbris iz spomina). Med redkimi posamezniki, ki so bili uradno obsojeni na damnatio memoriae, sta bila ambiciozni vojak Lucij Elij Sejan, ki se je leta 31 zarotil proti cesarju Tiberiju, in njegova sostorilka Livila.
Na damnatio memoriae so bili uradno obsojeni samo trije rimski cesarji: Domicijan, katerega nasilna smrt leta 96 je pomenila konec Flavijske dinastije, socesar Publij Septimij Geta, katerega je po umoru leta 211 iz spomina izbrisal njegov brat Karakala, in leta 311 Maksimijan, katerega je  Konstantin Veliki aretiral in ga kasneje prisilil, da je naredil samomor.
Ali  je bila katera damnatio memoriae popolnoma uspešna, ni znano, saj je bilo popoln izbris posameznika iz zgodovinskih zapisov v praksi težko izvesti. Senat je na primer na damnatio memoriae poskušal obsoditi cesarja Kaligula, vendar mu je to preprečil Klavdij. Nerona je senat razglasil za sovražnika države, vendar mu je Vitelij kljub temu priredil veličasten pogreb. Medtem, ko so se kipi nekaterih cesarjev rušili, so se istočasno gradili novi. V obtoku so ostali tudi novci s podobami nekaterih obsojenih cesarjev, posebno veliko tistih s podobo Geta.

## Podobna praksa v drugih družbah
Ko so stari Izraelci prišli v deželo Kanaansko, jim je Bog ukazal, naj iztrebijo več poganskih plemen in zaplenijo njihovo premoženje. Amalečani niso bili izbrani samo za uničenje, ampak je zanje Bog rekel Mojzesu: "Zapiši to za spomin v knjigo in povej Józuetu, da bom docela izbrisal spomin na Amáleka izpod neba!".
V antični Grčiji je Herostrat podtaknil ogenj v Artemidinem templju v Efezu, da bi postal slaven. Da bi se takšno dejanje ne ponovilo, so efeški mestni očetje prepovedali uporabo njegovega imena in kršiteljem zagrozili s smrtno kaznijo. Njihov poskus očitno ni uspel, saj se je njegovo ime ohranilo do danes.
Za Egipčane je bila  zelo pomembna ohranitev njihovega imena. Tisti, ki je uničil ime neke osebe, je nekako uničil tudi osebo samo. Verjeli so, da to velja tudi po smrti. Faraon Horemheb je zato tako temeljito uničil kartuše z imeni heretičnega faraona Ehnatona iz 18. dinastije in njegovih neposrednih naslednikov, da so jih ponovno odkrili šele v 19. stoletju. Pred tem so v isti dinastiji na podoben način napadli Hačepsut, vendar so izbrisali samo napise in njene podobe, na katerih je prikazana kot kronska kraljica Egipta. Podob, na katerih je prikazana samo kot kraljica, niso uničili, zato  ne moremo govoriti o popolni damnatio memoriae.
Po smrti papeža Aleksandra VI. je papež Julij II. na dan svoje izvolitve dejal:  "Ne bom živel v prostorih, v katerih je živel Borgijec, ki je s hudičevo pomočjo uzurpiral papeško oblast in onečastil sveto Cerkev kot nihče pred njimi.  Zato pod grožnjo izobčenja prepovedujem vsako govorjenje in razmišljanje o njem. Njegovo ime in spomin morata biti pozabljena.  Vse njegove slike in slike, naslikane zanj,  morajo biti prekrite s črnim krepom. Vse grobnice Borgijcev se morajo odpreti in njihova trupla poslati tja, kamor spadajo – v Španijo". Prostori Borgijcev so ostali zapečateni do 19. stoletja.
Adandozan, kralj Dahomeja na začetku 19. stoletja, je ukazal aretirati svojega brata Gakpeja. Ko je slednji kasneje postal kralj Gezo, se mu je maščeval, tako da je izbrisal spomin na Adandozana. Adandozan se uradno še vedno ne uvršča med dvanajst kraljev Dahomeja.
55. beneški dož Marino Falero je bil obsojen na damnatio memoriae po spodletelem državnem udaru.

### Damnatio memoriaev sodobnem svetu
Med sodobnejše primere damnatio memoriae spada odstranitev portretov, knjig, fotografij in vseh drugih sledov, na primer v Veliki sovjetski enciklopediji, nasprotnikov Josipa Visarijonoviča Stalina med Veliko čistko. Ko je sovjetska nogometna ekipa na poletnih Olimpijskih igrah leta 1952 izgubila tekmo z Jugoslavijo, je Stalin ukazal uničiti vse posnetke z omenjene tekme. Ko je vodstvo Sovjetske zveze prevzel Nikita Hruščov, je bil Stalin sam izbrisan iz nekaterih propagandnih filmov. Mesto Caricin, katerega so v Stalinovem času preimenovali v Stalingrad, se je leta 1961 preimenovalo v Volgograd.
V Argentini je bilo po državnem udaru leta 1955 prepovedano omenjati odstavljenega Juana Dominga Peróna. V medijih so ga zato pogosto imenovali kar "odstavljeni tiran". Poleg tega so preimenovali vse bolnišnice in javne ustanove z njegovim imenom. Fotografije, na katerih je bil prikazan kot vodja Argentine, so prepovedali. Po volitvah leta 2003, na katerih je bil za predsednika izvoljen  Néstor Kirchner, so začeli vladavino Jorgeja Rafaela Videla na široko prikazovati  kot nezakonito. Njegov portret v argentinski državni vojaški akademiji so odstranili. 
Podobna usoda je v 10. stoletju po smrti doletela norveškega grofa Hákona Sigurðarsona.  Snorri Sturluson je o njem zapisal: "Prebivalci Trondheima so grofa Hakona tako sovražili, da ga še dolgo po smrti nihče ni imenoval drugače kot "hudobni grof"".
Po odstavitvi leta 2011 sta bili z vseh egiptovskih spomenikov izbrisani imeni Hosnija Mubaraka in njegove žene Suzane.
Decembra  2013 je bil iz Korejske delavske partije javno izključen in kasneje usmrčen visok severnokorejski politik Jang Song Tek. Na dokumentarnih posnetkih, ki so jih prvič objavili oktobra istega leta, so izbrisani vsi kadri, na katerih je bil prisoten.
V judovstvu je še vedno v navadi,  da se pri vsakem omenjanju obsodbe vredne osebe doda izraz Yimach Shmo Ve-Zichro (ימח שמו וזכרו), ki pomeni "naj se njegovo ime izbriše iz spomina". V sodobni judovski družbi izraz seveda ne pomeni dejanskega izbrisa.
Januarja 2014 so po ločitvi francoskega predsednika Françoisa Hollanda in njegove prve dame Valérie Trierweiler z uradne internetne strani Elizejske palače izbrisali 130 strani besedila s 600 fotografijami.